# توم جيبسون
توم جيبسون (بالإنجليزية: Tom Gibson)‏ هو كاتب سيناريو ومخرج أمريكي، ولد في 1 سبتمبر 1888 في بوسطن في الولايات المتحدة، وتوفي في 6 ديسمبر 1950 في بربانك في الولايات المتحدة.

## وصلات خارجية
- توم جيبسون على موقع IMDb (الإنجليزية)
- توم جيبسون على موقع أول موفي (الإنجليزية)
- توم جيبسون على موقع قاعدة بيانات الأفلام السويدية (السويدية)
- توم جيبسون على موقع قاعدة بيانات الفيلم (الإنجليزية)
- توم جيبسون على موقع كينوبويسك (الروسية)